# Stuart Gilbert
Arthur Stuart Ahluwalia Stronge Gilbert (25 octobre 1883 - 5 janvier 1969) est un érudit littéraire et traducteur britannique. Il a traduit des œuvres d'Alexis de Tocqueville, Édouard Dujardin, André Malraux, Antoine de Saint-Exupéry, Georges Simenon, Jean Cocteau, Albert Camus et Jean-Paul Sartre. Il a également participé à la traduction d'Ulysse de James Joyce en français.

## Biographie
Il est né à Kelvedon Hatch, Essex, le 25 octobre 1883, fils unique d'un officier de l'armée à la retraite, Arthur Stronge Gilbert, et de Melvina, fille de Randhir Singh, le Raja de Kapurthala. Il fréquente le Cheltenham et Hertford College, Oxford, obtenant une première en modérations classiques. Il rejoint la fonction publique indienne en 1907 et, après son service militaire pendant la Première Guerre mondiale, est juge en Birmanie jusqu'en 1925. Il prend ensuite sa retraite et s'installe en France avec sa femme d'origine française Moune (née Douin). Il y reste pour le reste de sa vie, à l'exception d'un certain temps passé en exil au Pays de Galles pendant la Seconde Guerre mondiale.
Gilbert est l'un des premiers érudits joyciens. Il lit Ulysse pour la première fois alors qu'il est en Birmanie et l'admire beaucoup. Selon sa femme, elle et Gilbert se promenaient dans le quartier latin de Paris lorsqu'ils passent devant Shakespeare et compagnie, et voient quelques pages dactylographiées d'une traduction française d'Ulysse par Auguste Morel et Valery Larbaud affichées dans la fenêtre. Gilbert note plusieurs erreurs graves dans le rendu français et se présente à Sylvia Beach, qui est impressionnée par ses critiques de la traduction. Elle prend son nom et son numéro de téléphone et suggère que Joyce, qui aide à la traduction, le contacte. Ainsi commence de nombreuses années d'amitié entre Joyce et Gilbert. Il publie Ulysses: A Study de James Joyce en 1930 (édition révisée 1950); contribue à un chapitre important, "Prolegomena to Work in Progress", à Our Exagmination Round His Factification for Incamination of Work in Progress (1929), un recueil de perspectives sur les fragments du "work in progress" de Joyce, complété plus tard sous le nom de Finnegans Wake (1939); et publie un recueil des lettres de Joyce en 1957.
L'un des projets majeurs de Gilbert est la traduction du français de série de Roger Martin du Gard, Les Thibault. Comptant près de 1 900 pages en traduction, il est publié par Viking Press aux États-Unis en deux volumes, The Thibaults (1939) et Summer 1914 (1941).
Au cours de la dernière décennie de sa vie, Stuart Gilbert traduit de nombreux textes pour l'éditeur suisse de livres d'art Albert Skira.

## Héritage
Au Harry Ransom Humanities Research Center, à l'université du Texas, on trouve une abondante documentation sur cet intellectuel, notamment en ce qui concerne sa relation avec James Joyce et son travail de traducteur. Ce matériel comprend de la correspondance, des journaux intimes, des cahiers, des coupures de presse et des photographies, tous provenant de la période comprise entre 1900 et 1985.

## Vie privée
Il est le fils du major Arthur Stronge Gilbert (1839-1913) et de Melvina Kundiher Singh (1860-1913), également connue sous le nom de "Melvina Kaur Sahiba (princesse Melvina Rundheer Singh Ahloowalia)". Cette dernière est la fille de Rajkumari Bibiji (née Henrietta Hodges et plus tard Henrietta Melvina Oliver) (vers 1843-1893) et de Sir Randhir Singh Sahib Bahadur (1831-1870), le raja de l'État princier de Kapurthala en Inde britannique.
Il épouse Marie Agnès Mathilde "Moune" Douin (décédée le 19 mai 1992), citoyenne française et co-auteur (avec François Pujol, Pierre Andrieu et Louis Audoubert) de Promenades et excursions dans les montagnes du Biros et du Castillonnais (1979).
Ils ont une fille, Madeleine Gilbert, qui devient traductrice et qui a publié "Théâtre" de WB Yeats .
Gilbert est décédé à son domicile du 7 rue Jean du Bellay à Paris le 5 janvier 1969.